# Hash Marihuana & Hemp Museum
El Hash Marihuana & Hemp Museum és un museu situat al districte vermell d'Amsterdam, Països Baixos. Des de la seva obertura el 1985, més de dos milions de persones han visitat el museu. Dedicat al cànnabis, el museu ofereix als seus visitants informació sobre els usos històrics i actuals de la planta amb finalitats medicinals, religiosos i culturals. El museu també se centra en com la fibra de la planta pot ser utilitzada per a finalitats industrials, fins i tot per a roba i cosmètica. El 2012, un segon museu va obrir les portes a Barcelona, el Hash Marihuana & Hemp Museum (Barcelona).

## Col·lecció
La col·lecció del museu inclou un jardí de cànnabis en diverses etapes de creixement, diverses pipes de tots els racons del món, flascons de cànnabis medicinal del segle xix, una bíblia holandesa feta de cànem, i antics dispositius utilitzats per processar el cànem. El museu també exposa pintures úniques dels vells mestres contemporanis de Rembrandt, per exemple Adriaen Brouwer, Hendrick Sorgh i David Teniers el Jove, i el carnet de pres original del conegut traficant de marihuana Howard Marks.

## Recepció
El Hash Marihuana & Hemp Museum s'esmenta sovint en guies de viatge com un lloc per visitar en Amsterdam a causa de la política única sobre drogues dels Països Baixos. Time Out Amsterdam afirmava que "els entesos del cànnabis es perdran veient imatges exuberants de plantes perfectes i brillants boles d'haixix en aquest museu al Districte Vermell. Però aquest santuari a la marihuana no és només per als fumadors. La llarga i il·lustre història de la planta entreté als visitants més puritans".